# Liebigita
La liebigita es un mineral de tipo uranil-carbonato, por tanto dentro de la clase de los minerales carbonatos y nitratos. Fue descubierta en 1848 en la localidad de Adrianópolis (Turquía), siendo nombrado en honor de Justus von Liebig, célebre químico alemán. Sinónimos poco usados son: flutherita, hebergita o uranotalita.

## Características químicas
Químicamente es un complejo de carbonato de uranio hidratado con cationes de calcio.

## Formación y yacimientos
Es un mineral de uranio que aparece como secundario a partir de la alteración de uraninita en soluciones de carbonato alcalinas. Se encuentra en las zonas de oxidación de yacimientos de carbonatos y sulfatos del uranio.
Suele encontrarse asociado a otros minerales como: uraninita, schröckingerita, carnotita, autunita, uranofano-beta, tyuyamunita, uranofano, bayleyita, yeso o calcita.

## Usos
Se extrae en las minas como mena del mineral de uranio, fuente de energía nuclear de fisión.